# 2024年康斯坦丁尼夫卡超市導彈襲擊
2024年8月9日，俄罗斯联邦武装力量对烏克蘭顿涅茨克州康斯坦丁尼夫卡的Ekomarket超市发动导弹袭击，造成14人死亡，43人受伤。